# Maria Galina
Maria Sémyonovna Galina, en russe : Мария Семёновна Галина, née à Kalinine le 10 novembre 1958, est une écrivaine russe. Elle choisit de vivre à Odessa, en Ukraine, depuis 2021.

## Biographie
Elle grandit en Ukraine et étudie la biologie marine à Odessa. Elle est spécialisée dans l'hydrogéologie et participe à plusieurs expéditions en lien avec les questions environnementales.

## Parcours littéraire
Elle a commencé à publier de la fiction dans les années 1990 sous le pseudonyme de Maxime Golitsyne.
En 1995, elle renonce à la biologie pour se consacrer à la littérature et elle publie sous son propre nom.
Son œuvre se partage entre la fiction et la science-fiction, relevant, selon les critiques, à la fois du roman fantastique et de l'écriture réaliste. Mais Maria Galina est également poétesse, et ses écrits ont reçu les plus prestigieux prix russe de poésie.
Deux de ses romans, Un petit trou perdu (Малая Глуша) et Les Taupes-grillons (Медведки), ont été nommés pour le Big Book Award en 2009 et 2012.
Maria Galina est invitée au Festival du Livre de Paris en 2018 et témoigne de son regard sur le rôle dévolu à la littérature russe.
Maria Galina est également traductrice, notamment d'auteurs américains dont Stephen King, Clive Barker ou Jack Vance.
Maria Galina est aussi critique littéraire, écrivant régulièrement des chroniques pour la revue littéraire Novy Mir.

## Traductions en français
Ses deux premiers romans traduits en français, L'Organisation et Autochtones ont été salués par la presse nationale en france. Ils ont été publiés chez Agullo Éditions. Raphaëlle Pache, la traductrice, cite notamment la qualité poétique du texte, mais également la construction en mise en abîme du récit, qui appelle le lecteur, au travers des notes, au doute, à l'interrogation, à la recherche.

## Liens avec l'Ukraine
À partir de 2002, faisant suite à ses années d'enfance et ses années de formation universitaire en Ukraine, ses liens avec ce pays se consolident progressivement, notamment lorsqu'elle est invitée au festival de science fiction organisé à Kiev. Elle s'intéresse alors plus largement à la littérature ukrainienne et particulièrement à la poésie qu'elle traduit.
Alors qu'elle vit et travaille à Moscou jusqu'en 2021, elle s'installe à Odessa avec son époux, en raison de son rayonnement et de sa richesse culturelle. Ce déménagement, décidé avant l'invasion de l'Ukraine par la Russie, est également un geste témoignant de son attachement à l'Ukraine, à sa culture et à la liberté. Elle voulait, selon ses propres termes, « être du côté de la lumière lorsque la guerre éclaterait ».

## Publications en français
- Autochtones, 2020, Agullo Éditions[13]
- L'Organisation, 2017, 10/18[14]

## Prix et distinctions
- Readers' Choice Award /The Big Book Award 2012.
- Book of the Year by Fantlab 2012.
- The Pilgrim (Strannik) Award 2012.
- The Marble Faun Award 2010.
- The Portal Prize 2010.
- The Silver Caduceus Award 2009.
- Prix Marble Faun (2010), Portal (2010) et Silver Caduceus (2009)
- Le Compte de Moscou (pour le meilleur livre de poésie publié à Moscou)
- Anthology (pour les plus hautes réalisations de la poésie russe moderne)